# HESA Shahed 278
Le HESA Shahed 278 (persan : شاهد ۲۷۸) est un hélicoptère utilitaire léger iranien. Le centre de recherche iranien Shahed Aviation Industries prévoit de produire plusieurs variantes de Shahed, selon des sources. La première plate-forme était le Shahed-278 (Oh-78), décrit comme un hélicoptère léger de reconnaissance, équipé de capteurs et d'armes. Les vols d'essai du Shahed-278 (Oh-78) ont commencé en 1998.

## Structur
Le composite Shahed-278 est un hélicoptère relativement léger avec 682 kg de poids à vide. Bien qu'il soit conçu principalement pour répondre aux besoins militaires, c'est un cinq places; destiné à double usage militaire/civil. Il a été complètement conçu en Iran, selon le constructeur ; mais certaines sources rapportent l'utilisation de la cellule et des composants dynamiques fabriqués localement du Bell 206 JetRanger. Il a été conçu par l'IRGC, et construit par HESA.
Shahed-278 a une autonomie de vol de quatre heures et les modèles plus récents peuvent être équipés d'écrans MFD. Les nouveaux modèles mesurent 11,82 m de long, 1,92 m de large et 2,98 m de haut. Le poids corporel est augmenté à 750 kg. La masse maximale au décollage est de 1450 kg, et la puissance maximale du moteur est de 420 ch. La variante OH-78 du Shahed-278 est équipé de roquettes de 70 mm avec une portée de 0,5 à 5 km et une mitrailleuse de 12.7 mm sous le nez. L'hélicoptère est équipé d'un système de vision jour et nuit et un système d'enregistrement des données peut être ajouté en option. Le corps OH-78 est renforcé et la forme du corps est légèrement différente des autres versions.

## Caractéristiques
- Équipage: 2 pilots
- Passagers: 3
- Masse à vide: 682 kg (1,504 lb)
- Masse maximale au décolage: 1,451 kg (3,199 lb)
- carburant: 287 L (63 imp gal)
- Turbomoteur: 1 × Rolls-Royce 250 turboshaft

Performance
- vitesse maximale : 240 km/h (150 mph, 130 kn)
- Distance franchissable: 340 km (210 mi, 180 nmi)
- plafond: 6,400 m (21,000 ft) *Hover Plafond avec effet de sol: 6,200 m (20,341 ft)
- Plafond sans effet de sol: 4,800 m (15,748 ft)

### liens externes
- Jet photos: HESA Shahed 278
- film
- IRGC Gets 4 Homegrown Choppers
- HESA Shahed 278, 1997
- IRGC receives four homegrown helicopters
- Iran acquires license for building "Shahed" helicopters and "Iran-140" planes